# Тавор
Тавор или Табор (хебр. הר תבור, (грч. Ορος Θαβωρ) је издвојена планина висине 588 метара у источном делу Израелске долине, у Доњој Галилеји, 9 km југоисточно од Назарета.
У хришћанству се поштује као место Преображења Господњег. На врху планине, постоје два активна манастира: православни и римокатолички. У сваком од њих верују да је изграђен на месту Преображења.

## Порекло имена
Тавор (Табоуреау) значи централна купола простора. Таворска гора је потпуно одвојена од ланца планина и заобљен од базе до врха, па отуда име.
Гора Тавор се често узима као пример узвишеног и величанственог. Пророк Јеремија пореди египатског цара, његову славу и моћ међу народима, са Тавором између планина (Јер 46:18).

## Историја
Нови Табор се помиње у Библији као граница земљишта три племена Израиљевих: Завулонова, Исахарова и Нефалимова (Нав 19:22).
Врх планине Тавор је од Антиоха Великог (218. п. н. е.) па све до римског освајања и уништења Јерусалимa био утврђени град.
Традиционалне црквене заједнице од давнина признају гору Тавор, за гору Преображења, иако се име планине не спомиње у јеванђељима.